# Serie 318 de Renfe
La serie 318 de Renfe es un conjunto de locomotoras diésel-eléctricas, construidas por la compañía estadounidense Alco y matriculadas en un principio como serie 1800. En vista, de los buenos resultados ofrecidos por la anterior serie 316, RENFE adquirió más locomotoras derivadas de ella, pero con mayor potencia, dando lugar a la serie 318. 
Se construyeron 24 unidades en 1958. Disponen de dos bogies con tres ejes cada uno. 

## Historia
Estas locomotoras fueron adquiridas en el contexto del "Plan Galicia" que tenía por finalidad atender el importante transporte de mineral de hierro que existía entre la cuenca minera de Ponferrada y los puertos de Vigo y La Coruña. El 23 de octubre de 1957, RENFE recibió del Export Import Bank un crédito por valor de 8 millones de dólares para la adquisición de 22 locomotoras diésel, como parte de las 50 contempladas en el Plan Galicia. Una de las condiciones del crédito era que dichas locomotoras fueran compradas en Estados Unidos y ALCO ofreció un precio fijo para las locomotoras, lo que supuso poder adquirir en total 24 unidades. El contrato se firmó el 27 de mayo de 1958, por un montante total de 6 739 500 dólares y las locomotoras llegaron a España, decoradas en blanco y franjas verdes, entre el 23 y el 29 de julio. Desde el puerto de Santurce se trasladaron a la factoría de Euskalduna donde se le colocaron los elementos de tracción y choque y se le efectuó la puesta a punto. En el segundo semestre de 1958 entraron en servicio entre Zamora y Ourense las nuevas locomotoras que formaron la serie 1801 a 1824. El depósito inicial de la serie fue el de Monforte de Lemos. 
Desde Monforte, se encargaron de los principales expresos y mercancías entre Ponferrada, Monforte, La Coruña, Vigo, Ourense y Santiago de Compostela. Durante 1959, las nuevas ALCO demostraron unos excelentes resultados y RENFE decidió que para posteriores campañas naranjeras era conveniente el envío al menos de 4 máquinas a Valencia. El depósito de Monforte fue abandonado por el de Ourense en el 60, aunque las reparaciones de las 1800 se realizaron en Valladolid. Los servicios que efectuaban las locomotoras se vieron ampliados a San Miguel de las Dueñas (León) en 1960, a Salamanca en 1961, y a Segovia y Ávila en 1962. Al igual que ocurrió con las 1600, las 1800 recibieron el nuevo esquema de pintura verde oliva y líneas amarillas. En 1989, se empezó a tener dificultades en la adquisición de repuestos, por lo que el canibalismo comenzó a adueñarse del material y se dieron de baja 7 máquinas que fueron posteriormente desguazadas.
El declive era manifiesto, la falta de freno dual les impedía el remolque de gran parte del material remolcado y las maniobras de clasificación en estaciones de relativa importancia fueron sus últimos servicios. RENFE oficialmente declaró la serie excedente desde el 1 de agosto de 1994. La 318-009 fue vendida a la empresa TECSA el 2 de marzo de 1994. En 1997, recibió la numeración UIC 93 71 13 50 009-7.